# 士他花利
陸軍中將士他花利，CB（1784年7月29日—1854年4月4日），於1848年至1851年間出任駐駐港英軍司令兼香港副總督。

## 簡歷
士他花利生於約克，是老士他花利（William Staveley）與亨麗埃塔·亨德森（Henrietta Henderson）的兒子。1798年，他加入英國陸軍擔任少尉，並在1808年至1814年間的半島戰爭中在多場軍事衝突中參戰，包括塔拉韋拉戰役、富恩特斯德奧諾羅戰役、維多利亞戰役、比利牛斯山戰役、圖盧茲戰役、羅德里戈城圍城戰及巴達霍斯圍城戰等次要軍事行動。
1815年，士他花利在滑鐵盧戰役中以皇家參謀團上尉身份參戰，終戰後獲巴斯勳章作嘉許，並晉升為中校。1821年，士他花利前往毛里求斯任職，在二十多年間在當地擔任各種軍事職務，包括副軍需官和路易港司令等職。
1847年，士他花利赴港擔任駐駐港英軍司令兼香港副總督一職，並於1851年離職。同年，他前往英屬印度任駐孟買英軍司令，1853年被任命為第24步兵團上校及駐馬德拉斯英軍總司令（當地中將軍銜）。1854年4月，士他花利於尼爾吉里丘陵逝世，並葬在烏塔卡蒙德。

## 家庭
他於1817年與莎拉·馬瑟（Sarah Mather）結婚，並育有六子四女，其子士迪佛立曾於1862年進攻上海太平軍，於1862年至1863年出任駐中國及香港的陸軍少將；其女兒嘉露蓮於1847年與塔拉維拉·弗農·安森結婚。

## 紀念
中環威靈頓街與結志街之間的士他花利街（Staveley Street）以他的名字命名作紀念。

## 外部連結
- Bibliography in Staveley genealogy （页面存档备份，存于）
- His son's bibliography in Worcestershire Regiment （页面存档备份，存于）

| 官衔            | 官衔                                         | 官衔          |
| --------------- | -------------------------------------------- | ------------- |
| 前任者： 德己立 | 第2任香港副總督 1848年1月27日－1851年4月14日 | 繼任者： 乍畏 |